# Chloroclystis stenophrica
Chloroclystis stenophrica är en fjärilsart som beskrevs av Turner 1931. Chloroclystis stenophrica ingår i släktet Chloroclystis och familjen mätare. Inga underarter finns listade i Catalogue of Life.